# The Greater Love (film 1914 Jones)
The Greater Love è un cortometraggio muto del 1914 diretto e interpretato da Edgar Jones.

## Produzione
Il film fu prodotto dalla Lubin Manufacturing Company.

## Distribuzione
Distribuito dalla General Film Company, il film - un cortometraggio in una bobina - venne distribuito nelle sale USA il 2 ottobre 1914.